# Henk van den Broek
Hendrikus Andreas (Henk) van den Broek (Waalwijk, 24 april 1927 – Eindhoven,  4 november 1987) was een Nederlands rooms-katholiek politicus van het CDA.
In 1967 volgde hij M.J. Vriends op als gemeentesecretaris van Maarheeze. Met ingang van 16 april 1978 werd hij benoemd tot burgemeester van die gemeente. In september 1985 ging hij vervroegd met pensioen en ruim twee jaar later overleed hij op 60-jarige leeftijd.